# Salutogénese
Salutogênese (português brasileiro) ou salutogénese (português europeu) (do latim: salus = saúde; e do grego: genesis= origem) é um termo cunhado por Aaron Antonovsky para designar a busca das razões que levam alguém a estar saudável. Esse conceito representou uma mudança de paradigma nas ciências da saúde, que até então buscavam uma explicação apenas para a razão de alguém estar doente (patogênese). Ainda não possui amparo científico e é considerada, por ora, uma pseudociência pela comunidade médica[carece de fontes?].
O ser humano, para Antonovsky, encontra-se num estado de desequilibro dinâmico hetero-estático . Salienta então o autor a predominância da condição patológica da humanidade ao acentuar, com base num quadro de estatísticas, que um terço ou a maioria da população de uma sociedade industrial é caracterizada por uma condição mórbida, e por isso definida clinicamente ou epidemiologicamente como
normal . A. Antonovsky coloca cada indivíduo num contínuo, a partir de uma estrutura cognitivo-emocional-social, que ele designa por the "sense of coherence" (o sentido de coerência). Este conceito deu origem a uma das teorias mais bem desenvolvidas na promoção da saúde a respeito da importância de fatores que estão na origem da saúde humana.
O Modelo de Antonovsky concentra sua atenção nos recursos  pessoais (ing. resources) protetivos, ou seja, aqueles elementos internos que auxiliam a pessoa na superação das dificuldades que surgem na sua vida. Dentre esses recursos recebe o sentido de coerência (ing. sense of coherence) uma atenção especial devido ao seu papel na manutenção da saúde individual. Para A. Antonovsky, o sentido de coerência é uma orientação global que define a capacidade com a qual um indivíduo, com um persistente e dinâmico sentimento de confiança, encara os (1) estímulos emanados dos meios interno ou externo de uma existência como estruturados, preditíveis e explicáveis (capacidade de compreensão -
comprehensibility); (2) que o indivíduo tem ao seu alcance recursos para satisfazer as exigências colocadas por esses estímulos - (capacidade de gestão - manageability); e (3) que essas exigências
são desafios, capazes de catalisar o investimento e o empenho do indivíduo - (capacidade de investimento - meaningfulness). Sentido de coerência designa uma postura de vida que consiste na medida em que o indivíduo possui uma sensação duradoura de confiança que se manifesta através da sua
1. Capacidade de Compreensão - comprehensibility - resume a maneira como o indivíduo apreende os estímulos intrínsecos ou extrínsecos como informação ordenada, consistente, clara e estruturada [6]. (capacidade de Compreensão);
2. Capacidade de Gestão - manageability - consiste na percepção que o indivíduo desenvolve dos recursos pessoais ou sociais que estão ao seu alcance para satisfazer as exigências requeridas pela situação de estímulo. Quanto mais alto o sentido de gestão do indivíduo, menos este se sente atingido negativamente pelos acontecimentos, e, menos considera a vida como antagónica [7]. (capacidade de gestão) e
3. Capacidade de Investimento - meaningfulness - refere a capacidade de sentido que o sujeito retira dos acontecimentos de vida, e por isso encontra razão para neles investir a sua energia e interesse. Não se trata de encontrar satisfação em tudo o que acontece na vida, mas de investir recursos para superar as situações com dignidade [8].(capacidade de investimento).

O sentido de coerência, que identifica o núcleo central constituído por estas três componentes, assume um carácter cognitivo-afectivo e informacional, permitindo ao indivíduo negar a aparente desordem da sua vida (ou do acontecimento de vida que a implica) recuperando ordem e coerência, ao integrar esse acontecimento na sua experiência de vida. A importância do sentido de coerência como fator de proteção da saúde pôde ser confirmado pela pesquisa empírica.
Os estudos sobre a relevância do sentido de coerência têm vindo a revelar a sua crescente importância para a qualidade de vida e bem estar na criação do homo salus. O homo salus, ou o homem na busca das origens da saúde (salutogénese), é o homem que para além da sapiência (homo sapiens) atinge um novo patamar da sua compreensão intrínseca sobre o valor da saúde, da sua origem e a sua implicação sobre a sustentabilidade da espécie humana. Só deste modo os grandes desafios que se colocam perante a humanidade podem receber a atenção devida na procura da concretização dos Millennium Development Goals.